# Flussbad Oberer Letten

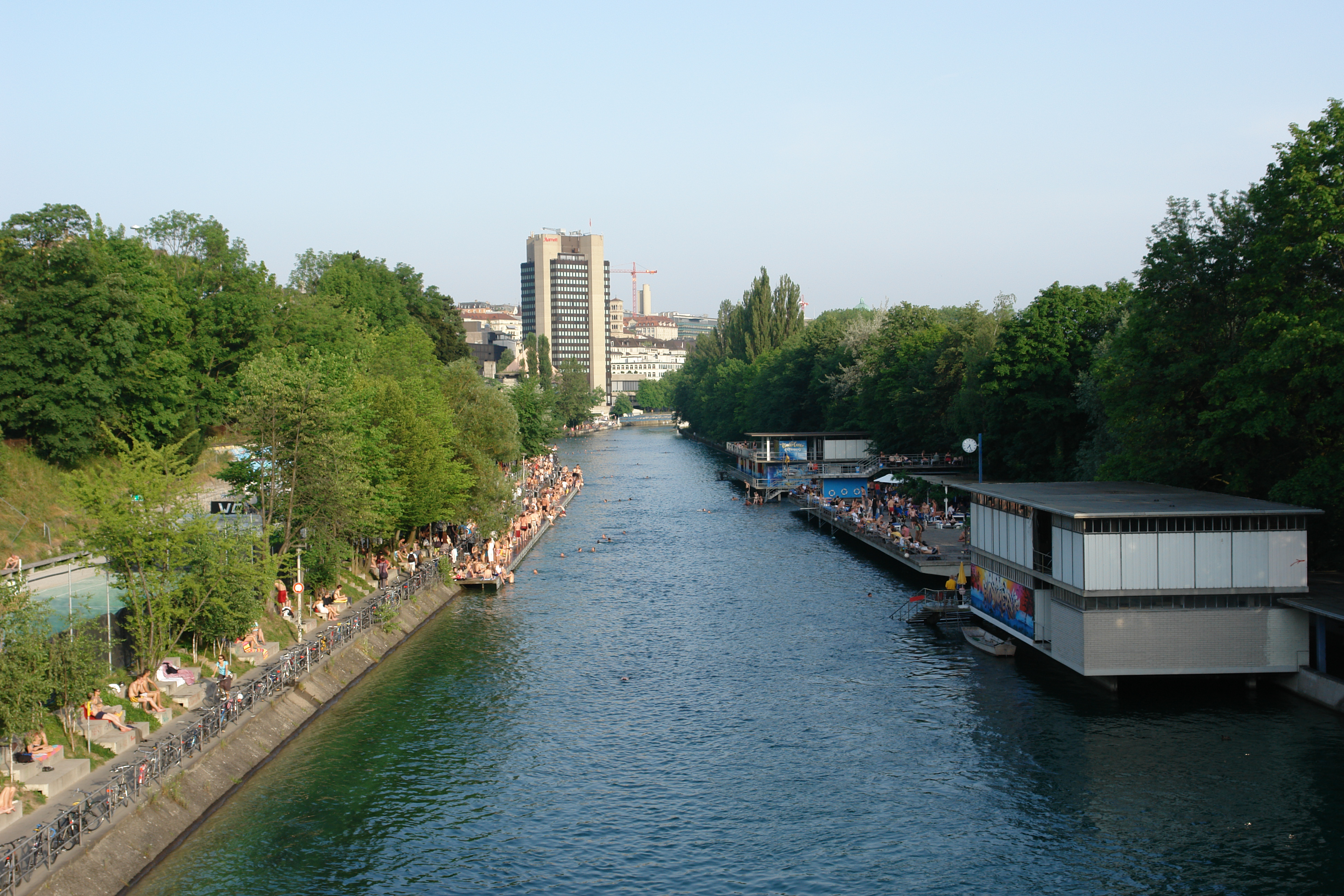
Flussbad Oberer Letten von der Kornhausbrücke aus gesehen

Das Flussbad Oberer Letten ist ein öffentliches Flussschwimmbad der Stadt Zürich. Der Eintritt ist kostenlos und das Bad ist nur für gute Schwimmer geeignet. Das Bad liegt im Stadtgebiet Letten am schmalen Damm, der die Limmat vom Oberwasserkanal des Kraftwerks Letten trennt. Geschwommen wird im Oberwasserkanal.
Seit etwa der Jahrhundertwende bestand an dieser Stelle ein Flussbad, ein geschlossener, hölzerner Bau. Als Folge des 1951 in Betrieb genommenen Platzspitzwehrs zur Regulierung des Wasserstandes im Zürichsee musste das Kraftwerk Letten neu gebaut werden. Weil der Wasserspiegel im Oberwasserkanal um zwei Meter anstieg, musste die alte Badeanstalt ersetzt werden.
Das neue Flussbad wurde von dem Architektenpaar Elsa und Ernst Friedrich Burckhardt-Blum entworfen und in den Jahren von 1951 bis 1952 gebaut. Die schlicht gehaltenen Elemente sind auf einer schmalen Parzelle angeordnet. Die Männer- und Frauenumkleidekabinen sind durch eine grosse Terrasse mit Kiosk und einem Sprungturm verbunden. Für Frauen gibt es eine abgetrennte Liegeterrasse. Die Anlage steht unter Denkmalschutz.
Kurz nach dem Bau wurden gegenüber dem Flussbad ein entlang des Nordufers des Kanals verlaufender Holzsteg erstellt, der Badenden als Liegefläche dient.